# Dave Haynie

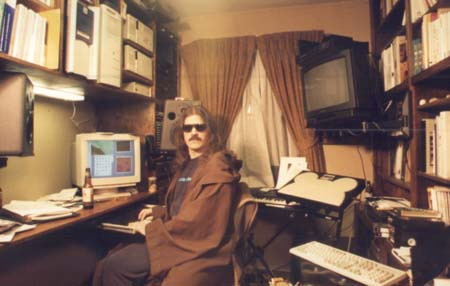
Dave Haynie

David Bruce Haynie (* 23. Mai 1961 in Summit, New Jersey) ist ein US-amerikanischer Elektroingenieur. Er war einer der Hauptentwickler des C128, Amiga 4000 und Amiga 1200 und ist immer noch sehr aktiv in der Amiga-Community. Besonders bekannt wurde er aufgrund seines Dokumentarfilms The Deathbed Vigil über die letzten Tage beim in Konkurs gegangenen Computerhersteller Commodore.

## Commodore und Amiga
Nach seinem Studienabschluss in Elektrotechnik und Mathematik an der Carnegie Mellon University begann Dave Haynie 1983 bei Commodore unter der Leitung von Bil Herd an der Fertigstellung der Heimcomputer der TED-Baureihe (Commodore-264-Serie, z. B. Plus/4 oder C16) mitzuwirken. Nach der Übernahme von Amiga durch Commodore war Haynie hauptsächlich für die Entwicklung des Amiga 2000 mitverantwortlich. Gemeinsam mit Bob Welland arbeitete er an den CPU-Modulen A2620 und A2630, welche 1989 in den Computermodellen Amiga 2500/20 und Amiga 2500/30 auf den Markt kamen.
1989 begann er auch mit der Entwicklung der Zorro-III-Busarchitektur und der Arbeit am Amiga 3000, gemeinsam mit Greg Berlin, Hedley Davis, Jeff Boyer und Scott Hood.
Nach der Fertigstellung des Amiga 3000 war Dave Haynie zusammen mit Bob Raible für das AA-System (Codename Pandora) zuständig, das erste Commodore-Computersystem mit 24-bit-Farbtechnologie. Das AA-System führte zum A3000+-Prototypen und wurde schließlich als Amiga 4000 und Amiga 1200 verkauft.
Anschließend begann er an einem System für den Advanced Amiga Architecture-Chipsatz (AAA, mit 64-bit-Grafik) zu arbeiten. Er entwarf noch eine neue Systemarchitektur, das Acutiator Project, ehe Commodore Ende 1993 aufgrund der finanziellen Schwierigkeiten fast alle Projekte einstellte.
Dave Haynie verließ Commodore im Juni 1994, einen Monat nach dem Konkurs des Unternehmens. Kurz danach veröffentlichte er einen Dokumentarfilm über die letzten Tage bei Commodore, The Deathbed Vigil and other tales of digital angst.

## Nach dem Untergang von Commodore
Nach der Zeit bei Commodore arbeitete Haynie für Scala, Inc., und 1995, gemeinsam mit Andy Finkel, für Amiga Technologies, die Firma, welche aus dem Kauf der Überreste von Commodore durch Escom entstand. Haynie und Finkel konzipierten eine neue Generation der Amiga-Plattform, basierend auf dem PowerPC und einer neuen Version des AmigaOS. Aufgrund der finanziellen Probleme bei Escom wurde diese Entwicklung allerdings schon nach kurzer Zeit abgebrochen.
1996 gründete Dave Haynie gemeinsam mit ehemaligen Mitarbeitern der Amiga Technologies das Start-Up-Unternehmen PIOS Computer, das später in Metabox umbenannt wurde. Nach dem Untergang der Firma 2001/2002 schloss er sich Andy Finkel und zwei anderen ehemaligen Commodore-Mitarbeitern, Robert Russell und Neil Harris, an. Zusammen gründeten sie Fortele, Inc., eine Firma, welche sich auf Hausnetzwerke spezialisierte. Aber auch dieses Unternehmen konnte nicht am Markt bestehen.
Haynie arbeitet für Nomadio, Inc. an Roboter-Projekten. Nebenbei betreibt er seine eigene Multimedia-Consulting-Firma Frog Pond Media, um seinem Interesse an digitaler Video- und Audiotechnologie nachzugehen.
Seit 2012 arbeitet er für Rajant als Principal Hardware Engineer.